# Game Over, Man!
Game Over, Man! è un film del 2018 diretto da Kyle Newacheck.
Il film, interpretatato da Adam DeVine, Anders Holm e Blake Anderson, segue tre governanti che devono salvare la festa a Los Angeles che viene presa in ostaggio.
È stato pubblicato il 23 marzo 2018 su Netflix.

## Trama
Tre amici sono sul punto di ottenere il finanziamento del loro videogioco quando il loro benefattore viene preso in ostaggio dai terroristi in uno scenario di tipo Die Hard.

## Personaggi e interpreti
- Alexxx, interpretato da Adam DeVine
- Joel, interpretato da Blake Anderson
- Darren, interpretato da Anders Holm
- Bae Awadi, interpretato da Utkarsh Ambudkar
- Cassie, interpretata da Aya Cash
- Conrad, interpretato da Neal McDonough
- Mitch, interpretato da Daniel Stern
- Mr. Ahmad, interpretato da Jamie Demetriou
- Erma, interpretata da Rhona Mitra
- Donald, interpretato da Sam Richardson
- Rich, interpretato da Steve Howey
- Jared, interpretato da Mac Brandt
- Sal, interpretato da Geno Segers
- Alan, interpretato da Roe Hartrampf

Diverse celebrità sono apparse nel film come se stessi, tra cui Shaggy, Sugar Lyn Beard, Fred Armisen, Joel McHale, Flying Lotus, Steve-O, Donald Faison, Action Bronson, Chris Pontius e Mark Cuban. Anche Jillian Bell e King Bach fanno brevi apparizioni.

## Produzione

### Sviluppo
Il film è stato annunciato da Netflix il 9 giugno 2016.

## Distribuzione
L'8 maggio 2017, Netflix ha pubblicato il teaser trailer del film annunciando che uscirà il 20 aprile 2018. Il 4 gennaio 2018, Netflix ha pubblicato il trailer completo, anticipando l'uscita al 23 marzo 2018.

## Accoglienza
Il film è stato stroncato dalla critica. Sull'aggregatore di recensioni Rotten Tomatoes ha un indice di gradimento dello 0% con un voto medio di 3,6 su 10, basato su 9 recensioni. Su Metacritic, invece, ha un punteggio di 32 su 100, basato su 8 recensioni.
In una recensione negativa, Glenn Kenny del New York Times ha detto: "Questa commedia quasi senza risate, si distingue per un livello inarrestabile di volgarità oltraggiosa ma stranamente indifferente", mentre per Monica Castillo di Variety "Game Over, Man! è un film con poche idee originali, molti tropi e non abbastanza amore per il personaggio di Bill Paxton, Aliens che ha reso popolare il suo slogan omonimo".